# Giuseppe Peano

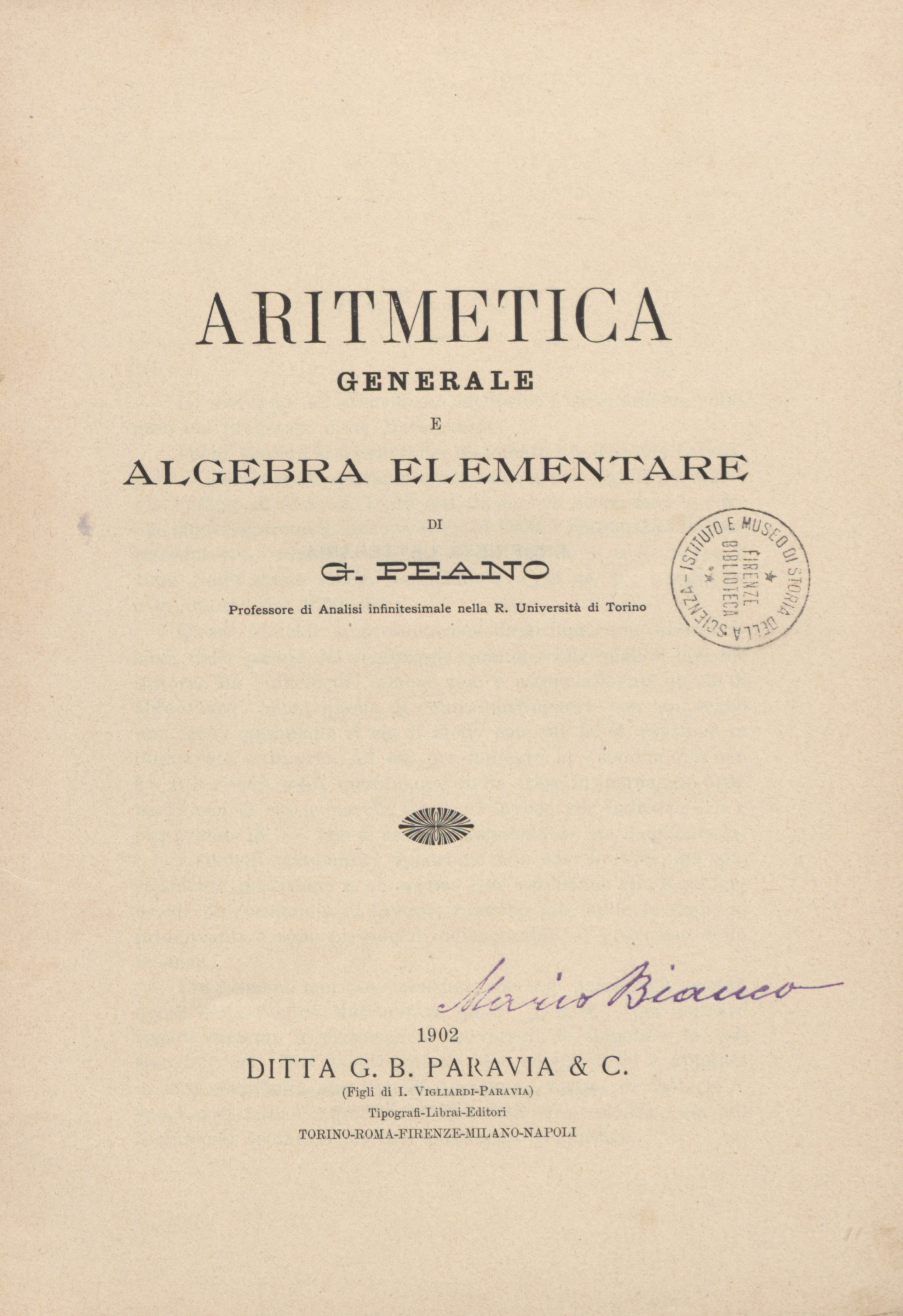
Aritmetica generale e algebra elementare, 1902

Giuseppe Peano (ur. 27 sierpnia 1858 w Spinetta, zm. 20 kwietnia 1932 w Turynie) – włoski matematyk i logik, profesor.

## Życiorys
Od 1890 profesor matematyki na uniwersytecie w Turynie i w latach 1886–1901 w akademii wojskowej w Turynie.
Opracował stosowaną powszechnie aksjomatykę arytmetyki liczb naturalnych (tzw. Aksjomaty Peana). 
Podał też dedukcyjny system aksjomatyczny geometrii euklidesowej (naśladujący system Pascha) zapisany ściśle w jego symbolice logicznej ze znakiem przynależenia ∈, bez użycia żadnego słowa z języka potocznego. 
Peano pierwszy zdefiniował ogólne pojęcie funkcji w terminach zbioru par.
Znany jest jego przykład funkcji ciągłej przekształcającej odcinek domknięty na kwadrat domknięty, co jest sprzeczne z powszechną intuicją. Odwzorowanie to jest zwane krzywą Peana. Znane jest także jego twierdzenie o istnieniu rozwiązań pewnych równań różniczkowych, zwane twierdzeniem Peana.
Peano był również twórcą międzynarodowego sztucznego języka latina sine flexione, będącego uproszczoną formą łaciny, który opracował w latach 1903–1904.
Działalność Peana przyczyniła się do powstania tzw. włoskiej szkoły matematycznej, która zajmowała się m.in. badaniami nad logiką matematyczną i analizą podstaw matematyki. Peano zajmował się także teorią klas i uważany był za prekursora teorii mnogości.